# Meliboeus holubi
Meliboeus holubi es una especie de escarabajo del género Meliboeus, familia Buprestidae. Fue descrita científicamente por Obenberger en 1922.